# 신마쓰시마촌
신마쓰시마촌(新松島村)은 니가타현 나카칸바라군에 설치되었던 촌이다. 1901년 11월 1일 편입 합병에 의해 소멸되어 현재는 니가타시 히가시구의 일부가 되었다
아래의 기술은 합병 직전 당시의 옛 신마쓰시마촌 관한 기술이며, 현재는 명칭 등이 다를 수 있다. 덧붙여 여기에 기술되어 있지 않은 내용에 관해서는 니가타시등의 기사를 참조.

## 연혁
- 1898년 2월 4일 - 나카칸바라군 신마쓰시마촌이 성립하였다.
- 1901년 11월 1일 - 나카칸바라군 산카촌, 니혼오카촌과 합병해 오가타촌이 되어 소멸하였다.